# Grootstal
Grootstal is een wijk in Nijmegen in de Nederlandse provincie Gelderland. De wijk ligt in het stadsdeel Nijmegen-Zuid, ten zuiden van Hatertse Hei en ten westen van Brakkenstein. Op 1 januari 2023 telde de wijk 5.430 inwoners, verdeeld over 2.864 woningen, met een gemiddelde WOZ-waarde van € 326.000, op een oppervlakte van 1,03 km². De wijk is genoemd naar een boerderij met de naam Groote Stal die gelegen was bij Malden.
Het grootste deel van de wijk is gebouwd tussen 1955 en 1965. De Rotterdamse architect E.F. Groosman ontwierp de wijk en liet zo'n 700 woningen met platte daken bouwen. Grootstal is een voorbeeld van de stedenbouw uit die tijd; het heeft een ruime opzet met rechte wegen en brede stoepen. In het noordwesten van de wijk werd in de tweede helft van de jaren 90 het voormalige sportpark Grootstal bebouwd met ongeveer 650 woningen.
In 1962 werd in Grootstal de Verrijzeniskerk gebouwd naar een ontwerp van P. Dijkema. Deze kerk moest al in 1992 plaats maken voor bejaardenflat De Ring. Vlak voor de afbraak is de kerk volledig afgebrand. De in 1964 door het architectenbureau C. Nap & G.J.P. van Ede voor de hervormde gemeente in de wijk gebouwde Pauluskerk werd in 1995 als vervangend kerkgebouw door de r.-k parochie overgenomen.
In Grootstal bevinden zich diverse winkels en wijkcentrum De Schakel.

## Afbeeldingen

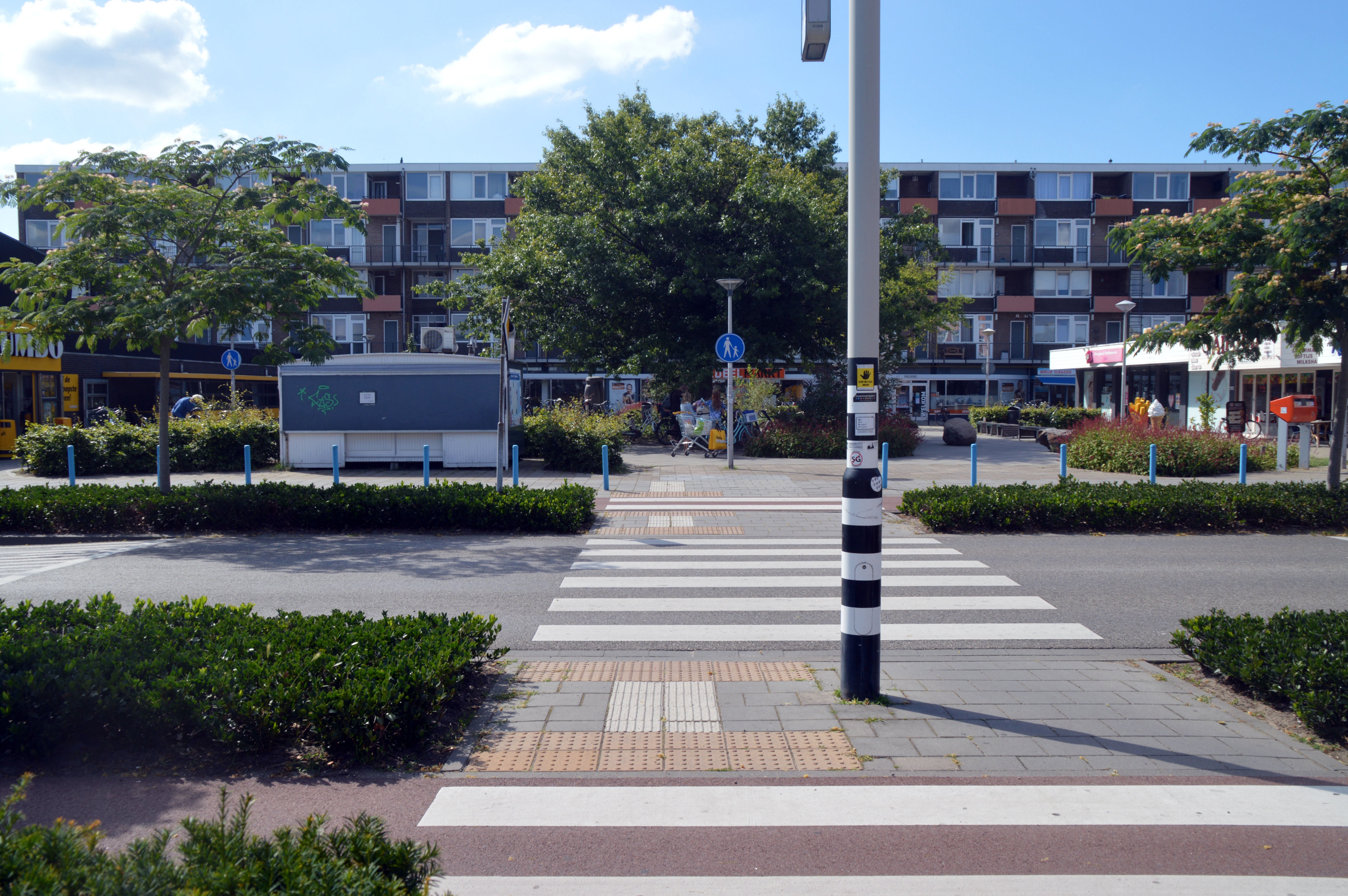
Winkels aan de Sint Jacobslaan
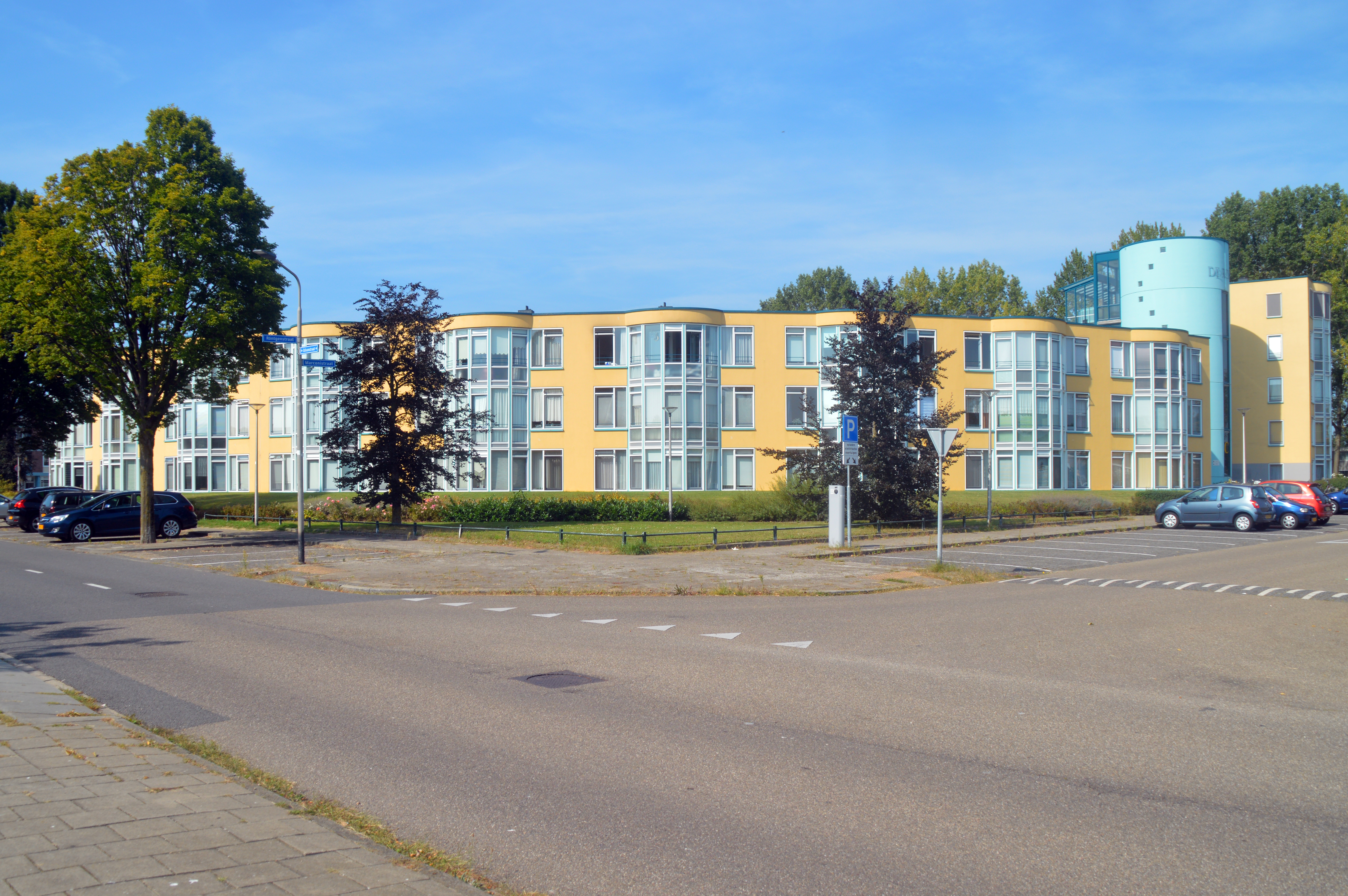
Wooncomplex De Ring
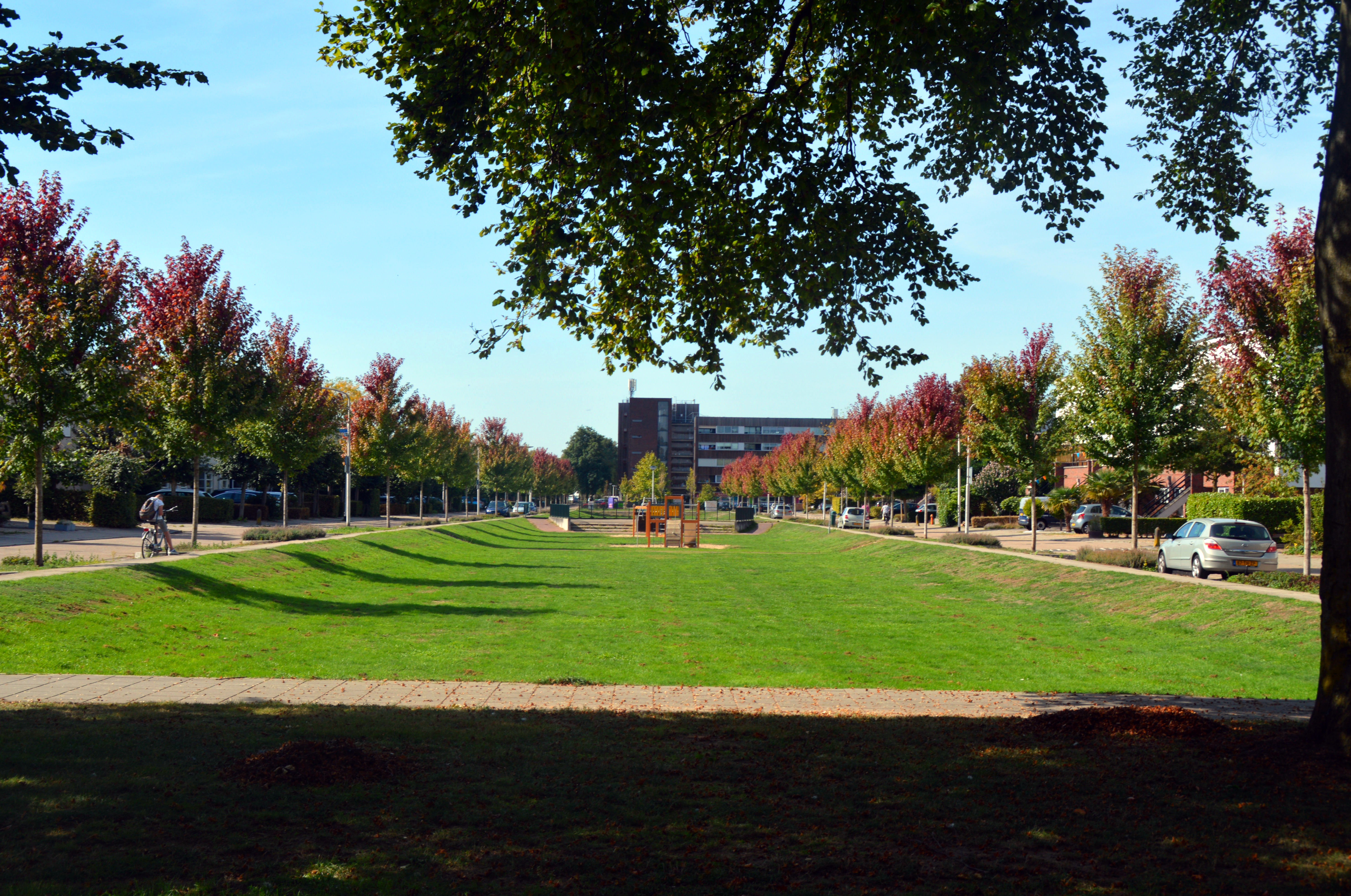
Galvanistraat
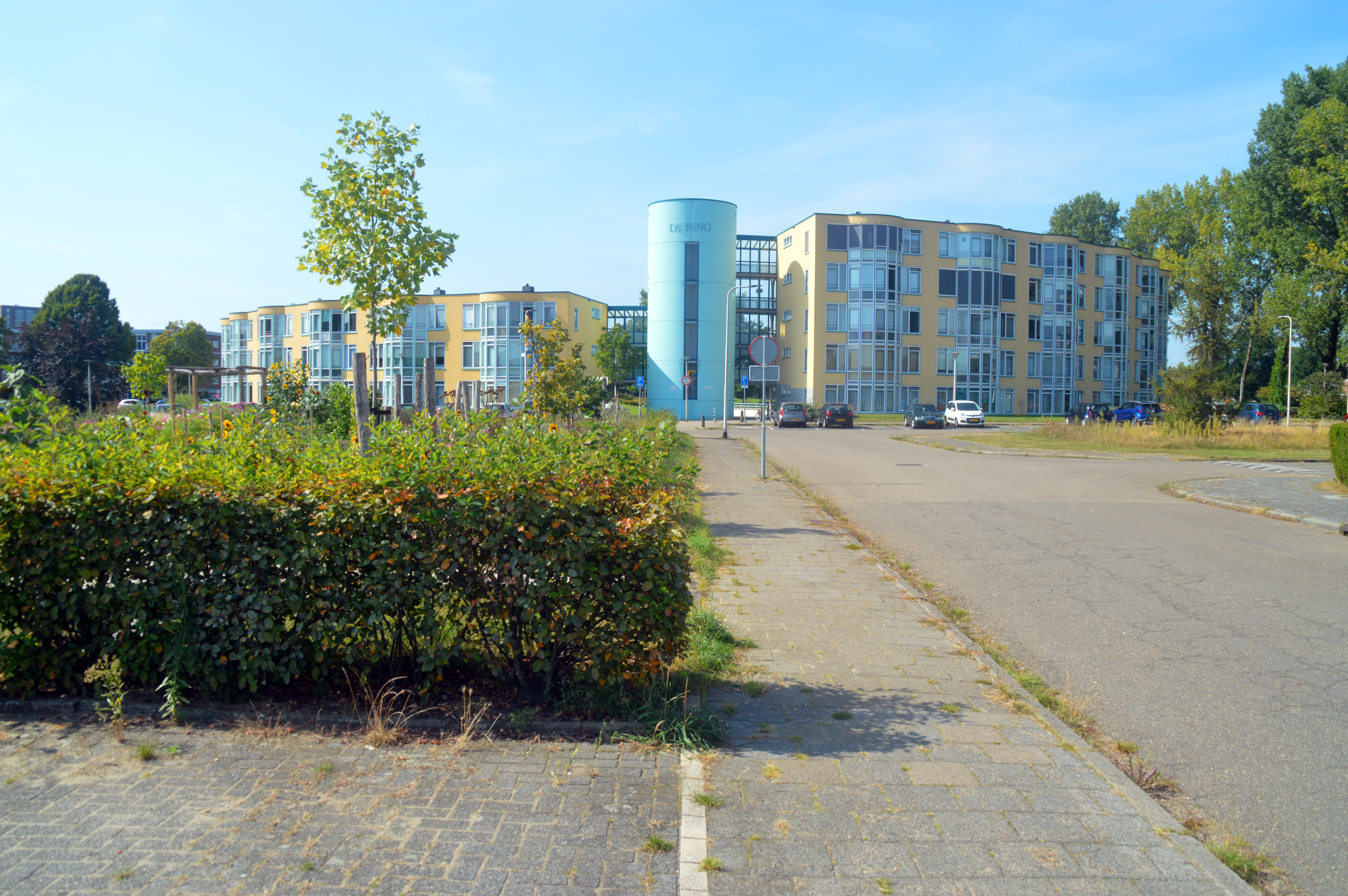
Wooncomplex De Ring
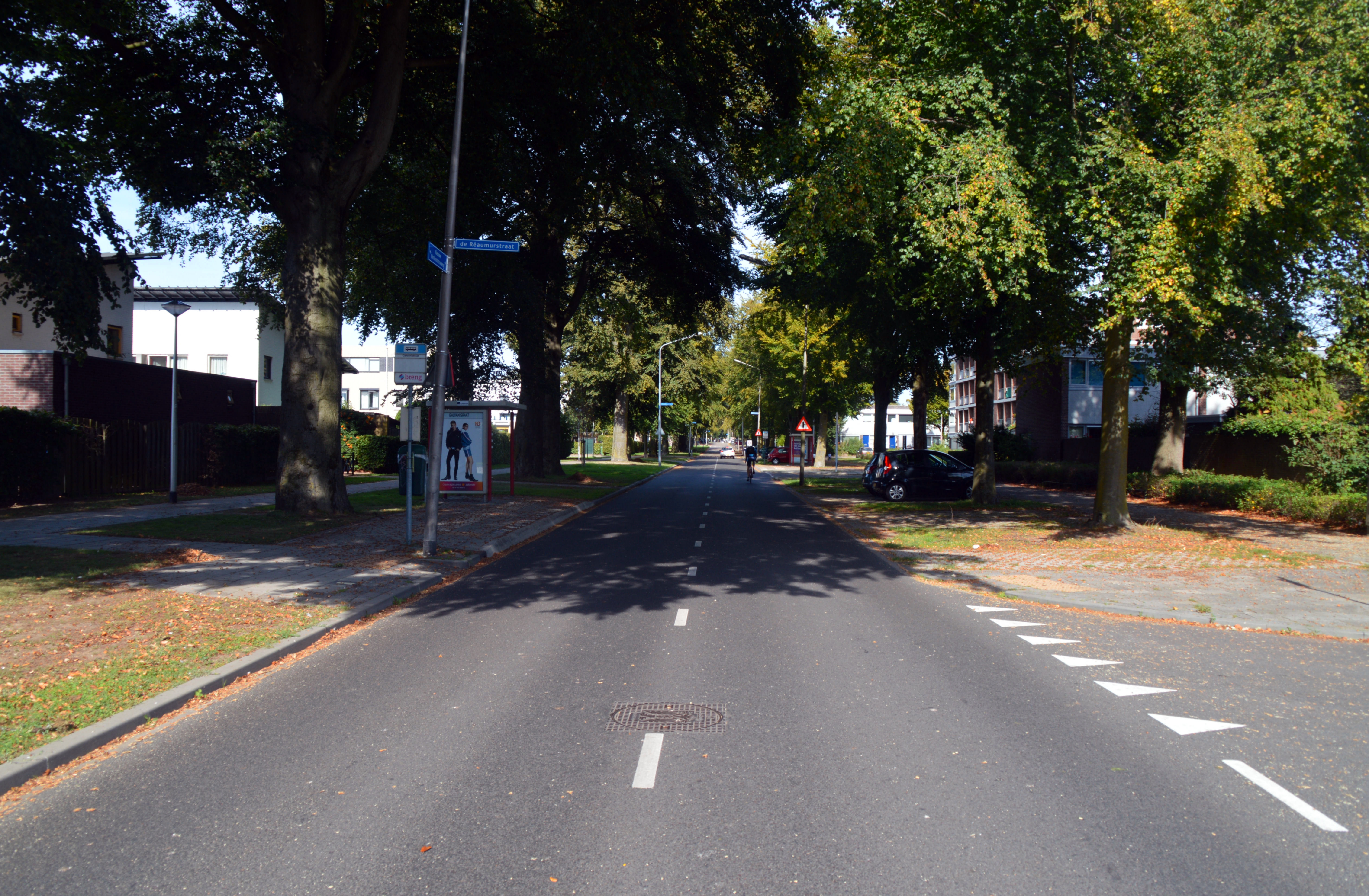
Nieuwe Mollenhutseweg